# Shirosato
Shirosato (jap. 城里町 Shirosato-machi) – miasto w Japonii, na wyspie Honsiu, w prefekturze Ibaraki. Według danych na rok 2020 miejscowość zamieszkiwało 18 097 mieszkańców , a gęstość zaludnienia wyniosła 111,8 os./km².